# Christ de Saclay (métro de Paris)
Ne doit pas être confondu avec Le Christ-de-Saclay.
Christ de Saclay est une future station du métro de Paris qui sera située le long de la ligne 18 à Saclay, dans l'Essonne. Destinée à être ouverte en 2026, elle desservira le centre CEA de Saclay. Elle devrait voir passer 14 000 voyageurs par jour. Elle est une des trois stations aériennes de la ligne, construite sur le viaduc de 6,7 km qui la parcourt. 

## Situation sur le réseau
La station se situe à Saclay, à l'ouest du bourg, au niveau du carrefour du Christ-de-Saclay. On trouve à proximité immédiate de la station le centre CEA Paris-Saclay.
La station se situe sur la ligne 18 entre les stations Polytechnique et Guyancourt.
Elle sera en correspondance avec les réseaux de bus desservant la gare routière du même nom.

## Histoire
L'architecture du futur bâtiment a été réalisée par Benthem Crouwel Architects et Atelier Novembre.
La station portait le nom provisoire de CEA Saint-Aubin.
Entre fin 2021 et septembre 2023, deux lanceurs ont œuvré pour construire le viaduc de la ligne 18 qui constitue la partie aérienne de celle-ci. Depuis le 3e trimestre 2022, Chantiers Moderne Construction s'est installé pour réaliser la gare aérienne Christ de Saclay
La station Christ de Saclay, située sur la ligne 18 du Grand Paris Express, serait renommée « CEA Saint-Aubin » à l’ouverture de son premier tronçon prévu pour 2026.

## À proximité
La gare, implantée le long du carrefour du Christ de Saclay, au croisement des RD36, RD306 et RN118. Elle desservira le campus Paris-Saclay dont le Centre CEA Paris-Saclay ainsi que la commune de Saclay sur laquelle la gare est implantée.